# Palpita conclusalis
Palpita conclusalis es una especie de polilla perteneciente a la familia Crambidae descrita por Francis Walker en 1866
Se encuentra en India.